# 凯尔莫尔修道院
凯尔莫尔修道院（英语：Kylemore Abbey) 是一座本笃会修道院，位于爱尔兰戈尔韦郡康尼马拉的凯尔莫尔城堡（Kylemore Castle）内，城堡本身建造于1868年，修道院则由第一次世界大战中逃离比利时的本笃会修女成立于1920年。
2015年，美国圣母大学与修道院建立合作，次年开始大学的学生会在这里上课。此外《两位胖小姐》等电视剧也曾在此取景。